# Heleen de Greef
Heleen de Greef (15 september 1965) is een Nederlandse schaakster. In 1986 werd haar door de FIDE de titel Internationaal Meester voor vrouwen (WIM) toegekend.
In 1978 was ze Nederlands kampioene in de categorie meisjes t/m 13 jaar. In 1980  was ze kampioen bij de meisjes tot 20 jaar; in 1983 was ze dit wederom, samen met Pernette Cameron.  In 1984 en 1986 was ze schaakkampioen bij de dames van Nederland. In 1993 eindigde ze voor Tim Krabbé in het Man-Machine Aegon schaaktoernooi, waaraan ze ook in 1994 en 1995 meegedaan heeft. 
- In 1988 speelde ze mee in de 28e Schaakolympiade met Jessica Harmsen, Alexandra van der Mije en Mariëtte Drewes. Het Nederlandse vrouwenteam eindigde op de tiende plaats.
- In 1990 speelde ze mee in de Schaakolympiade met Anne-Marie Benschop, Renate Limbach en Sylvia de Vries. Het team eindigde op de twaalfde plaats.

In 2015 speelde ze voor schaakvereniging Castricum.